# Vescomtat de Rechoard
El vescomtat de Rechoard fou una jurisdicció feudal de França al Llemosí. Tenia el seu centre a Rechoard i es va originar en una branca de la família dels vescomtes de Llemotges el 980. El 1661 el rei Lluís XIV de França va concedir a Francesc de Rechoard de la branca dels Chandenier senyor i comte de Chandenier (nascut el 1611 i mort el 1696) el dret a portar el títol de comte de Llemotges (no vescomte) merament honorífic. El títol de vescomte de Rechoard és considerat el segon més antic de França després de la casa reial. Els títols dins de la família són:
- Vescomte de Rechoard (de 980) que el 1478 va passar als Pontville i es va extingir el 1832 passant a la branca sènior dels Rechoard de Mortemart.
- Marquès de Montpipeau, concedit pel rei Lluís XIII de França
- Duc-Par hereditari de Mortemart, concedit per Lluís XIV de França l'1 de desembre de 1650 (registrat el 1663) quan el marquesat de Mortemart fou erigit en ducat per Gabriel de Rechoard de Mortemart (1600-1675).
- Duc de Vivonne, títol de duc "brevet" (no hereditari) concedit per Lluís XIV de França el 1668 per a Lluís Víctor de Rechoard de Mortemart. Extingit a la mort del titular però tradicionalment portat per cortesia pel segon fill dels ducs de Mortemart
- Gran d'Espanya de primera classe (1701)
- Duc de Rechoard, títol de duc "brevet" per patent de Lluís XV de França de 1753. Extingit a la mort del titular
- Baró de Rechoard i de l'Imperi per carta de 8 d'abril de 1813, Par de França, per ordenança del 4 de juny de 1814, hereditari el 7 d'agost de 1815, extingit
- Comte de Mortemart i de l'Imperi (1810). Par hereditari (1823)
- Marquès de Mortemart-Par hereditari (1817)
- Marquès de Rechoard, portat per la branca sènior actual
- Marquès de Galiffet, derivat de l'adopció pel darrer Gallifet d'un Rechoard de Mortemart.

## Genealogia simplificada de les branques originades en la casa de Llemotges
|                                                                           |                                                                           |                                                                           |                                                                           |                                                                           |                                                                           |                                                      |                                                      |                                                      |                                                      |                                                      |                                                      |                                                                  |                                                                 |                                                                 |                                                                 |                                                                 |                                                                 |                                                      |                                                      |                                   |                                   | Fulcoald de Llemotges (†886) vescomte de Llemotges |                                   |                                                   |                                                   |                                                               |                                                               |                                                               |                                                               |                                                               |                                                               |  |  |                               |                               |                                          |                                          |                                          |                                          |                                            |                                            |                                            |                                            |                                            |                                            |                                          |                                          |                                          |                                          |                                          |                                          |  |  |                                              |                                              |                                              |                                              |                                              |                                              |  |  |  |  |  |  |  |  |  |  |  |  |  |  |  |  |  |  |  |  |  |  |  |  |  |  |  |  |  |  |  |  |  |  |  |  |
|                                                                           |                                                                           |                                                                           |                                                                           |                                                                           |                                                                           |                                                      |                                                      |                                                      |                                                      |                                                      |                                                      |                                                                  |                                                                 |                                                                 |                                                                 |                                                                 |                                                                 |                                                      |                                                      |                                   |                                   |                                                    |                                   |                                                   |                                                   |                                                               |                                                               |                                                               |                                                               |                                                               |                                                               |  |  |                               |                               |                                          |                                          |                                          |                                          |                                            |                                            |                                            |                                            |                                            |                                            |                                          |                                          |                                          |                                          |                                          |                                          |  |  |                                              |                                              |                                              |                                              |                                              |                                              |  |  |  |  |  |  |  |  |  |  |  |  |  |  |  |  |  |  |  |  |  |  |  |  |  |  |  |  |  |  |  |  |  |  |  |  |
|                                                                           |                                                                           |                                                                           |                                                                           |                                                                           |                                                                           |                                                      |                                                      |                                                      |                                                      |                                                      |                                                      |                                                                  |                                                                 |                                                                 |                                                                 |                                                                 |                                                                 |                                                      |                                                      |                                   |                                   |                                                    |                                   |                                                   |                                                   |                                                               |                                                               |                                                               |                                                               |                                                               |                                                               |  |  |                               |                               |                                          |                                          |                                          |                                          |                                            |                                            |                                            |                                            |                                            |                                            |                                          |                                          |                                          |                                          |                                          |                                          |  |  |                                              |                                              |                                              |                                              |                                              |                                              |  |  |  |  |  |  |  |  |  |  |  |  |  |  |  |  |  |  |  |  |  |  |  |  |  |  |  |  |  |  |  |  |  |  |  |  |
|                                                                           |                                                                           |                                                                           |                                                                           |                                                                           |                                                                           |                                                      |                                                      |                                                      |                                                      |                                                      |                                                      |                                                                  |                                                                 | Hildebert de Llemotges († 914) vescomte de Llemotges            | Hildebert de Llemotges († 914) vescomte de Llemotges            | Hildebert de Llemotges († 914) vescomte de Llemotges            | Hildebert de Llemotges († 914) vescomte de Llemotges            | Hildebert de Llemotges († 914) vescomte de Llemotges | Hildebert de Llemotges († 914) vescomte de Llemotges |                                   |                                   |                                                    |                                   |                                                   |                                                   |                                                               |                                                               |                                                               |                                                               |                                                               |                                                               |  |  |                               |                               |                                          |                                          |                                          |                                          |                                            |                                            |                                            |                                            |                                            |                                            | Ramnald de Llemotges vescomte d'Aubusson | Ramnald de Llemotges vescomte d'Aubusson | Ramnald de Llemotges vescomte d'Aubusson | Ramnald de Llemotges vescomte d'Aubusson | Ramnald de Llemotges vescomte d'Aubusson | Ramnald de Llemotges vescomte d'Aubusson |  |  | Arquimbald de Llemotges vescomte de Comborn  | Arquimbald de Llemotges vescomte de Comborn  | Arquimbald de Llemotges vescomte de Comborn  | Arquimbald de Llemotges vescomte de Comborn  | Arquimbald de Llemotges vescomte de Comborn  | Arquimbald de Llemotges vescomte de Comborn  |  |  |  |  |  |  |  |  |  |  |  |  |  |  |  |  |  |  |  |  |  |  |  |  |  |  |  |  |  |  |  |  |  |  |  |  |
|                                                                           |                                                                           |                                                                           |                                                                           |                                                                           |                                                                           |                                                      |                                                      |                                                      |                                                      |                                                      |                                                      |                                                                  |                                                                 | Hildebert de Llemotges († 914) vescomte de Llemotges            | Hildebert de Llemotges († 914) vescomte de Llemotges            | Hildebert de Llemotges († 914) vescomte de Llemotges            | Hildebert de Llemotges († 914) vescomte de Llemotges            | Hildebert de Llemotges († 914) vescomte de Llemotges | Hildebert de Llemotges († 914) vescomte de Llemotges |                                   |                                   |                                                    |                                   |                                                   |                                                   |                                                               |                                                               |                                                               |                                                               |                                                               |                                                               |  |  |                               |                               |                                          |                                          |                                          |                                          |                                            |                                            |                                            |                                            |                                            |                                            | Ramnald de Llemotges vescomte d'Aubusson | Ramnald de Llemotges vescomte d'Aubusson | Ramnald de Llemotges vescomte d'Aubusson | Ramnald de Llemotges vescomte d'Aubusson | Ramnald de Llemotges vescomte d'Aubusson | Ramnald de Llemotges vescomte d'Aubusson |  |  | Arquimbald de Llemotges vescomte de Comborn  | Arquimbald de Llemotges vescomte de Comborn  | Arquimbald de Llemotges vescomte de Comborn  | Arquimbald de Llemotges vescomte de Comborn  | Arquimbald de Llemotges vescomte de Comborn  | Arquimbald de Llemotges vescomte de Comborn  |  |  |  |  |  |  |  |  |  |  |  |  |  |  |  |  |  |  |  |  |  |  |  |  |  |  |  |  |  |  |  |  |  |  |  |  |
|                                                                           |                                                                           |                                                                           |                                                                           |                                                                           |                                                                           |                                                      |                                                      |                                                      |                                                      |                                                      |                                                      |                                                                  |                                                                 |                                                                 |                                                                 |                                                                 |                                                                 |                                                      |                                                      |                                   |                                   |                                                    |                                   |                                                   |                                                   |                                                               |                                                               |                                                               |                                                               |                                                               |                                                               |  |  |                               |                               |                                          |                                          |                                          |                                          |                                            |                                            |                                            |                                            |                                            |                                            |                                          |                                          |                                          |                                          |                                          |                                          |  |  |                                              |                                              |                                              |                                              |                                              |                                              |  |  |  |  |  |  |  |  |  |  |  |  |  |  |  |  |  |  |  |  |  |  |  |  |  |  |  |  |  |  |  |  |  |  |  |  |
|                                                                           |                                                                           |                                                                           |                                                                           |                                                                           |                                                                           | Hildegari de Llemotges († 943) vescomte de Llemotges | Hildegari de Llemotges († 943) vescomte de Llemotges | Hildegari de Llemotges († 943) vescomte de Llemotges | Hildegari de Llemotges († 943) vescomte de Llemotges | Hildegari de Llemotges († 943) vescomte de Llemotges | Hildegari de Llemotges († 943) vescomte de Llemotges |                                                                  |                                                                 |                                                                 |                                                                 |                                                                 |                                                                 |                                                      |                                                      |                                   |                                   |                                                    |                                   |                                                   |                                                   |                                                               |                                                               |                                                               |                                                               |                                                               |                                                               |  |  |                               |                               |                                          |                                          |                                          |                                          | Hélie de Limoges comte de La Marche        | Hélie de Limoges comte de La Marche        | Hélie de Limoges comte de La Marche        | Hélie de Limoges comte de La Marche        | Hélie de Limoges comte de La Marche        | Hélie de Limoges comte de La Marche        |                                          |                                          |                                          |                                          |                                          |                                          |  |  |                                              |                                              |                                              |                                              |                                              |                                              |  |  |  |  |  |  |  |  |  |  |  |  |  |  |  |  |  |  |  |  |  |  |  |  |  |  |  |  |  |  |  |  |  |  |  |  |
|                                                                           |                                                                           |                                                                           |                                                                           |                                                                           |                                                                           | Hildegari de Llemotges († 943) vescomte de Llemotges | Hildegari de Llemotges († 943) vescomte de Llemotges | Hildegari de Llemotges († 943) vescomte de Llemotges | Hildegari de Llemotges († 943) vescomte de Llemotges | Hildegari de Llemotges († 943) vescomte de Llemotges | Hildegari de Llemotges († 943) vescomte de Llemotges |                                                                  |                                                                 |                                                                 |                                                                 |                                                                 |                                                                 |                                                      |                                                      |                                   |                                   |                                                    |                                   |                                                   |                                                   |                                                               |                                                               |                                                               |                                                               |                                                               |                                                               |  |  |                               |                               |                                          |                                          |                                          |                                          | Hélie de Limoges comte de La Marche        | Hélie de Limoges comte de La Marche        | Hélie de Limoges comte de La Marche        | Hélie de Limoges comte de La Marche        | Hélie de Limoges comte de La Marche        | Hélie de Limoges comte de La Marche        |                                          |                                          |                                          |                                          |                                          |                                          |  |  |                                              |                                              |                                              |                                              |                                              |                                              |  |  |  |  |  |  |  |  |  |  |  |  |  |  |  |  |  |  |  |  |  |  |  |  |  |  |  |  |  |  |  |  |  |  |  |  |
|                                                                           |                                                                           |                                                                           |                                                                           |                                                                           |                                                                           | Gerald de Llemotges († 988) vescomte de Llemotges    |                                                      |                                                      |                                                      |                                                      |                                                      |                                                                  |                                                                 |                                                                 |                                                                 |                                                                 |                                                                 |                                                      |                                                      |                                   |                                   |                                                    |                                   |                                                   |                                                   |                                                               |                                                               |                                                               |                                                               |                                                               |                                                               |  |  |                               |                               |                                          |                                          |                                          |                                          |                                            |                                            |                                            |                                            |                                            |                                            |                                          |                                          |                                          |                                          |                                          |                                          |  |  |                                              |                                              |                                              |                                              |                                              |                                              |  |  |  |  |  |  |  |  |  |  |  |  |  |  |  |  |  |  |  |  |  |  |  |  |  |  |  |  |  |  |  |  |  |  |  |  |
|                                                                           |                                                                           |                                                                           |                                                                           |                                                                           |                                                                           |                                                      |                                                      |                                                      |                                                      |                                                      |                                                      |                                                                  |                                                                 |                                                                 |                                                                 |                                                                 |                                                                 |                                                      |                                                      |                                   |                                   |                                                    |                                   |                                                   |                                                   |                                                               |                                                               |                                                               |                                                               |                                                               |                                                               |  |  |                               |                               |                                          |                                          |                                          |                                          |                                            |                                            |                                            |                                            |                                            |                                            |                                          |                                          |                                          |                                          |                                          |                                          |  |  |                                              |                                              |                                              |                                              |                                              |                                              |  |  |  |  |  |  |  |  |  |  |  |  |  |  |  |  |  |  |  |  |  |  |  |  |  |  |  |  |  |  |  |  |  |  |  |  |
|                                                                           |                                                                           |                                                                           |                                                                           |                                                                           |                                                                           |                                                      |                                                      |                                                      |                                                      |                                                      |                                                      |                                                                  |                                                                 |                                                                 |                                                                 |                                                                 |                                                                 |                                                      |                                                      |                                   |                                   |                                                    |                                   |                                                   |                                                   |                                                               |                                                               |                                                               |                                                               |                                                               |                                                               |  |  |                               |                               |                                          |                                          |                                          |                                          |                                            |                                            |                                            |                                            |                                            |                                            |                                          |                                          |                                          |                                          |                                          |                                          |  |  |                                              |                                              |                                              |                                              |                                              |                                              |  |  |  |  |  |  |  |  |  |  |  |  |  |  |  |  |  |  |  |  |  |  |  |  |  |  |  |  |  |  |  |  |  |  |  |  |
| Guiu I de Llemotges († 1025) vescomte de Llemotges                        | Guiu I de Llemotges († 1025) vescomte de Llemotges                        | Guiu I de Llemotges († 1025) vescomte de Llemotges                        | Guiu I de Llemotges († 1025) vescomte de Llemotges                        | Guiu I de Llemotges († 1025) vescomte de Llemotges                        | Guiu I de Llemotges († 1025) vescomte de Llemotges                        |                                                      |                                                      |                                                      |                                                      | Hildegari († 990) Bisbe de Llemotges                 | Hildegari († 990) Bisbe de Llemotges                 | Hildegari († 990) Bisbe de Llemotges                             | Hildegari († 990) Bisbe de Llemotges                            | Hildegari († 990) Bisbe de Llemotges                            | Hildegari († 990) Bisbe de Llemotges                            |                                                                 |                                                                 | Alduí († 1014) Bisbe de Llemotges                    | Alduí († 1014) Bisbe de Llemotges                    | Alduí († 1014) Bisbe de Llemotges | Alduí († 1014) Bisbe de Llemotges | Alduí († 1014) Bisbe de Llemotges                  | Alduí († 1014) Bisbe de Llemotges |                                                   |                                                   | Aimeri I de Rochechouart Ostofrancus vescomte de Rochechouart | Aimeri I de Rochechouart Ostofrancus vescomte de Rochechouart | Aimeri I de Rochechouart Ostofrancus vescomte de Rochechouart | Aimeri I de Rochechouart Ostofrancus vescomte de Rochechouart | Aimeri I de Rochechouart Ostofrancus vescomte de Rochechouart | Aimeri I de Rochechouart Ostofrancus vescomte de Rochechouart |  |  | Géraud senyor d'Argenton      | Géraud senyor d'Argenton      | Géraud senyor d'Argenton                 | Géraud senyor d'Argenton                 | Géraud senyor d'Argenton                 | Géraud senyor d'Argenton                 |                                            |                                            |                                            |                                            |                                            |                                            | Branca d'Aubusson (extinta al segle XIX) | Branca d'Aubusson (extinta al segle XIX) | Branca d'Aubusson (extinta al segle XIX) | Branca d'Aubusson (extinta al segle XIX) | Branca d'Aubusson (extinta al segle XIX) | Branca d'Aubusson (extinta al segle XIX) |  |  |                                              |                                              |                                              |                                              |                                              |                                              |  |  |  |  |  |  |  |  |  |  |  |  |  |  |  |  |  |  |  |  |  |  |  |  |  |  |  |  |  |  |  |  |  |  |  |  |
| Guiu I de Llemotges († 1025) vescomte de Llemotges                        | Guiu I de Llemotges († 1025) vescomte de Llemotges                        | Guiu I de Llemotges († 1025) vescomte de Llemotges                        | Guiu I de Llemotges († 1025) vescomte de Llemotges                        | Guiu I de Llemotges († 1025) vescomte de Llemotges                        | Guiu I de Llemotges († 1025) vescomte de Llemotges                        |                                                      |                                                      |                                                      |                                                      | Hildegari († 990) Bisbe de Llemotges                 | Hildegari († 990) Bisbe de Llemotges                 | Hildegari († 990) Bisbe de Llemotges                             | Hildegari († 990) Bisbe de Llemotges                            | Hildegari († 990) Bisbe de Llemotges                            | Hildegari († 990) Bisbe de Llemotges                            |                                                                 |                                                                 | Alduí († 1014) Bisbe de Llemotges                    | Alduí († 1014) Bisbe de Llemotges                    | Alduí († 1014) Bisbe de Llemotges | Alduí († 1014) Bisbe de Llemotges | Alduí († 1014) Bisbe de Llemotges                  | Alduí († 1014) Bisbe de Llemotges |                                                   |                                                   | Aimeri I de Rochechouart Ostofrancus vescomte de Rochechouart | Aimeri I de Rochechouart Ostofrancus vescomte de Rochechouart | Aimeri I de Rochechouart Ostofrancus vescomte de Rochechouart | Aimeri I de Rochechouart Ostofrancus vescomte de Rochechouart | Aimeri I de Rochechouart Ostofrancus vescomte de Rochechouart | Aimeri I de Rochechouart Ostofrancus vescomte de Rochechouart |  |  | Géraud senyor d'Argenton      | Géraud senyor d'Argenton      | Géraud senyor d'Argenton                 | Géraud senyor d'Argenton                 | Géraud senyor d'Argenton                 | Géraud senyor d'Argenton                 |                                            |                                            |                                            |                                            |                                            |                                            | Branca d'Aubusson (extinta al segle XIX) | Branca d'Aubusson (extinta al segle XIX) | Branca d'Aubusson (extinta al segle XIX) | Branca d'Aubusson (extinta al segle XIX) | Branca d'Aubusson (extinta al segle XIX) | Branca d'Aubusson (extinta al segle XIX) |  |  |                                              |                                              |                                              |                                              |                                              |                                              |  |  |  |  |  |  |  |  |  |  |  |  |  |  |  |  |  |  |  |  |  |  |  |  |  |  |  |  |  |  |  |  |  |  |  |  |
|                                                                           |                                                                           |                                                                           |                                                                           |                                                                           |                                                                           |                                                      |                                                      |                                                      |                                                      |                                                      |                                                      |                                                                  |                                                                 |                                                                 |                                                                 |                                                                 |                                                                 |                                                      |                                                      |                                   |                                   |                                                    |                                   |                                                   |                                                   |                                                               |                                                               |                                                               |                                                               |                                                               |                                                               |  |  |                               |                               |                                          |                                          |                                          |                                          |                                            |                                            |                                            |                                            |                                            |                                            |                                          |                                          |                                          |                                          |                                          |                                          |  |  |                                              |                                              |                                              |                                              |                                              |                                              |  |  |  |  |  |  |  |  |  |  |  |  |  |  |  |  |  |  |  |  |  |  |  |  |  |  |  |  |  |  |  |  |  |  |  |  |
| Ademar I de Llemotges († 1025) vescomte de Llemotges                      | Ademar I de Llemotges († 1025) vescomte de Llemotges                      | Ademar I de Llemotges († 1025) vescomte de Llemotges                      | Ademar I de Llemotges († 1025) vescomte de Llemotges                      | Ademar I de Llemotges († 1025) vescomte de Llemotges                      | Ademar I de Llemotges († 1025) vescomte de Llemotges                      |                                                      |                                                      |                                                      |                                                      |                                                      |                                                      | Aimeri II de Rochechouart vescomte de Rochechouart               | Aimeri II de Rochechouart vescomte de Rochechouart              | Aimeri II de Rochechouart vescomte de Rochechouart              | Aimeri II de Rochechouart vescomte de Rochechouart              | Aimeri II de Rochechouart vescomte de Rochechouart              | Aimeri II de Rochechouart vescomte de Rochechouart              |                                                      |                                                      |                                   |                                   |                                                    |                                   |                                                   |                                                   |                                                               |                                                               |                                                               |                                                               |                                                               |                                                               |  |  |                               |                               |                                          |                                          |                                          |                                          | Branca de La Marche (extinta al segle XIV) | Branca de La Marche (extinta al segle XIV) | Branca de La Marche (extinta al segle XIV) | Branca de La Marche (extinta al segle XIV) | Branca de La Marche (extinta al segle XIV) | Branca de La Marche (extinta al segle XIV) |                                          |                                          |                                          |                                          |                                          |                                          |  |  |                                              |                                              |                                              |                                              |                                              |                                              |  |  |  |  |  |  |  |  |  |  |  |  |  |  |  |  |  |  |  |  |  |  |  |  |  |  |  |  |  |  |  |  |  |  |  |  |
| Ademar I de Llemotges († 1025) vescomte de Llemotges                      | Ademar I de Llemotges († 1025) vescomte de Llemotges                      | Ademar I de Llemotges († 1025) vescomte de Llemotges                      | Ademar I de Llemotges († 1025) vescomte de Llemotges                      | Ademar I de Llemotges († 1025) vescomte de Llemotges                      | Ademar I de Llemotges († 1025) vescomte de Llemotges                      |                                                      |                                                      |                                                      |                                                      |                                                      |                                                      | Aimeri II de Rochechouart vescomte de Rochechouart               | Aimeri II de Rochechouart vescomte de Rochechouart              | Aimeri II de Rochechouart vescomte de Rochechouart              | Aimeri II de Rochechouart vescomte de Rochechouart              | Aimeri II de Rochechouart vescomte de Rochechouart              | Aimeri II de Rochechouart vescomte de Rochechouart              |                                                      |                                                      |                                   |                                   |                                                    |                                   |                                                   |                                                   |                                                               |                                                               |                                                               |                                                               |                                                               |                                                               |  |  |                               |                               |                                          |                                          |                                          |                                          | Branca de La Marche (extinta al segle XIV) | Branca de La Marche (extinta al segle XIV) | Branca de La Marche (extinta al segle XIV) | Branca de La Marche (extinta al segle XIV) | Branca de La Marche (extinta al segle XIV) | Branca de La Marche (extinta al segle XIV) |                                          |                                          |                                          |                                          |                                          |                                          |  |  |                                              |                                              |                                              |                                              |                                              |                                              |  |  |  |  |  |  |  |  |  |  |  |  |  |  |  |  |  |  |  |  |  |  |  |  |  |  |  |  |  |  |  |  |  |  |  |  |
| Guiu II de Llemotges († 1067) vescomte de Llemotges                       | Guiu II de Llemotges († 1067) vescomte de Llemotges                       | Guiu II de Llemotges († 1067) vescomte de Llemotges                       | Guiu II de Llemotges († 1067) vescomte de Llemotges                       | Guiu II de Llemotges († 1067) vescomte de Llemotges                       | Guiu II de Llemotges († 1067) vescomte de Llemotges                       |                                                      |                                                      |                                                      |                                                      |                                                      |                                                      | Aimeri III de Rochechouart vescomte de Rochechouart              | Aimeri III de Rochechouart vescomte de Rochechouart             | Aimeri III de Rochechouart vescomte de Rochechouart             | Aimeri III de Rochechouart vescomte de Rochechouart             | Aimeri III de Rochechouart vescomte de Rochechouart             | Aimeri III de Rochechouart vescomte de Rochechouart             |                                                      |                                                      |                                   |                                   |                                                    |                                   |                                                   |                                                   |                                                               |                                                               |                                                               |                                                               |                                                               |                                                               |  |  | Branca de Brosse (subsistent) | Branca de Brosse (subsistent) | Branca de Brosse (subsistent)            | Branca de Brosse (subsistent)            | Branca de Brosse (subsistent)            | Branca de Brosse (subsistent)            |                                            |                                            |                                            |                                            |                                            |                                            |                                          |                                          |                                          |                                          |                                          |                                          |  |  |                                              |                                              |                                              |                                              |                                              |                                              |  |  |  |  |  |  |  |  |  |  |  |  |  |  |  |  |  |  |  |  |  |  |  |  |  |  |  |  |  |  |  |  |  |  |  |  |
| Guiu II de Llemotges († 1067) vescomte de Llemotges                       | Guiu II de Llemotges († 1067) vescomte de Llemotges                       | Guiu II de Llemotges († 1067) vescomte de Llemotges                       | Guiu II de Llemotges († 1067) vescomte de Llemotges                       | Guiu II de Llemotges († 1067) vescomte de Llemotges                       | Guiu II de Llemotges († 1067) vescomte de Llemotges                       |                                                      |                                                      |                                                      |                                                      |                                                      |                                                      | Aimeri III de Rochechouart vescomte de Rochechouart              | Aimeri III de Rochechouart vescomte de Rochechouart             | Aimeri III de Rochechouart vescomte de Rochechouart             | Aimeri III de Rochechouart vescomte de Rochechouart             | Aimeri III de Rochechouart vescomte de Rochechouart             | Aimeri III de Rochechouart vescomte de Rochechouart             |                                                      |                                                      |                                   |                                   |                                                    |                                   |                                                   |                                                   |                                                               |                                                               |                                                               |                                                               |                                                               |                                                               |  |  | Branca de Brosse (subsistent) | Branca de Brosse (subsistent) | Branca de Brosse (subsistent)            | Branca de Brosse (subsistent)            | Branca de Brosse (subsistent)            | Branca de Brosse (subsistent)            |                                            |                                            |                                            |                                            |                                            |                                            |                                          |                                          |                                          |                                          |                                          |                                          |  |  |                                              |                                              |                                              |                                              |                                              |                                              |  |  |  |  |  |  |  |  |  |  |  |  |  |  |  |  |  |  |  |  |  |  |  |  |  |  |  |  |  |  |  |  |  |  |  |  |
| Ademar II de Llemotges († 1090) vescomte de Llemotges                     | Ademar II de Llemotges († 1090) vescomte de Llemotges                     | Ademar II de Llemotges († 1090) vescomte de Llemotges                     | Ademar II de Llemotges († 1090) vescomte de Llemotges                     | Ademar II de Llemotges († 1090) vescomte de Llemotges                     | Ademar II de Llemotges († 1090) vescomte de Llemotges                     |                                                      |                                                      |                                                      |                                                      |                                                      |                                                      | Aimeri IV de Rochechouart vescomte de Rochechouart               | Aimeri IV de Rochechouart vescomte de Rochechouart              | Aimeri IV de Rochechouart vescomte de Rochechouart              | Aimeri IV de Rochechouart vescomte de Rochechouart              | Aimeri IV de Rochechouart vescomte de Rochechouart              | Aimeri IV de Rochechouart vescomte de Rochechouart              |                                                      |                                                      |                                   |                                   |                                                    |                                   |                                                   |                                                   |                                                               |                                                               |                                                               |                                                               |                                                               |                                                               |  |  |                               |                               |                                          |                                          |                                          |                                          |                                            |                                            |                                            |                                            |                                            |                                            |                                          |                                          |                                          |                                          |                                          |                                          |  |  |                                              |                                              |                                              |                                              |                                              |                                              |  |  |  |  |  |  |  |  |  |  |  |  |  |  |  |  |  |  |  |  |  |  |  |  |  |  |  |  |  |  |  |  |  |  |  |  |
| Ademar II de Llemotges († 1090) vescomte de Llemotges                     | Ademar II de Llemotges († 1090) vescomte de Llemotges                     | Ademar II de Llemotges († 1090) vescomte de Llemotges                     | Ademar II de Llemotges († 1090) vescomte de Llemotges                     | Ademar II de Llemotges († 1090) vescomte de Llemotges                     | Ademar II de Llemotges († 1090) vescomte de Llemotges                     |                                                      |                                                      |                                                      |                                                      |                                                      |                                                      | Aimeri IV de Rochechouart vescomte de Rochechouart               | Aimeri IV de Rochechouart vescomte de Rochechouart              | Aimeri IV de Rochechouart vescomte de Rochechouart              | Aimeri IV de Rochechouart vescomte de Rochechouart              | Aimeri IV de Rochechouart vescomte de Rochechouart              | Aimeri IV de Rochechouart vescomte de Rochechouart              |                                                      |                                                      |                                   |                                   |                                                    |                                   |                                                   |                                                   |                                                               |                                                               |                                                               |                                                               |                                                               |                                                               |  |  |                               |                               |                                          |                                          |                                          |                                          |                                            |                                            |                                            |                                            |                                            |                                            |                                          |                                          |                                          |                                          |                                          |                                          |  |  |                                              |                                              |                                              |                                              |                                              |                                              |  |  |  |  |  |  |  |  |  |  |  |  |  |  |  |  |  |  |  |  |  |  |  |  |  |  |  |  |  |  |  |  |  |  |  |  |
| Ademar III de Llemotges († 1139) vescomte de Llemotges Sense hereu mascle | Ademar III de Llemotges († 1139) vescomte de Llemotges Sense hereu mascle | Ademar III de Llemotges († 1139) vescomte de Llemotges Sense hereu mascle | Ademar III de Llemotges († 1139) vescomte de Llemotges Sense hereu mascle | Ademar III de Llemotges († 1139) vescomte de Llemotges Sense hereu mascle | Ademar III de Llemotges († 1139) vescomte de Llemotges Sense hereu mascle |                                                      |                                                      |                                                      |                                                      |                                                      |                                                      | Aimeri V de Rochechouart († 1170) vescomte de Rochechouart       | Aimeri V de Rochechouart († 1170) vescomte de Rochechouart      | Aimeri V de Rochechouart († 1170) vescomte de Rochechouart      | Aimeri V de Rochechouart († 1170) vescomte de Rochechouart      | Aimeri V de Rochechouart († 1170) vescomte de Rochechouart      | Aimeri V de Rochechouart († 1170) vescomte de Rochechouart      |                                                      |                                                      |                                   |                                   |                                                    |                                   |                                                   |                                                   |                                                               |                                                               |                                                               |                                                               |                                                               |                                                               |  |  |                               |                               |                                          |                                          |                                          |                                          |                                            |                                            |                                            |                                            |                                            |                                            |                                          |                                          |                                          |                                          |                                          |                                          |  |  |                                              |                                              |                                              |                                              |                                              |                                              |  |  |  |  |  |  |  |  |  |  |  |  |  |  |  |  |  |  |  |  |  |  |  |  |  |  |  |  |  |  |  |  |  |  |  |  |
| Ademar III de Llemotges († 1139) vescomte de Llemotges Sense hereu mascle | Ademar III de Llemotges († 1139) vescomte de Llemotges Sense hereu mascle | Ademar III de Llemotges († 1139) vescomte de Llemotges Sense hereu mascle | Ademar III de Llemotges († 1139) vescomte de Llemotges Sense hereu mascle | Ademar III de Llemotges († 1139) vescomte de Llemotges Sense hereu mascle | Ademar III de Llemotges († 1139) vescomte de Llemotges Sense hereu mascle |                                                      |                                                      |                                                      |                                                      |                                                      |                                                      | Aimeri V de Rochechouart († 1170) vescomte de Rochechouart       | Aimeri V de Rochechouart († 1170) vescomte de Rochechouart      | Aimeri V de Rochechouart († 1170) vescomte de Rochechouart      | Aimeri V de Rochechouart († 1170) vescomte de Rochechouart      | Aimeri V de Rochechouart († 1170) vescomte de Rochechouart      | Aimeri V de Rochechouart († 1170) vescomte de Rochechouart      |                                                      |                                                      |                                   |                                   |                                                    |                                   |                                                   |                                                   |                                                               |                                                               |                                                               |                                                               |                                                               |                                                               |  |  |                               |                               |                                          |                                          |                                          |                                          |                                            |                                            |                                            |                                            |                                            |                                            |                                          |                                          |                                          |                                          |                                          |                                          |  |  |                                              |                                              |                                              |                                              |                                              |                                              |  |  |  |  |  |  |  |  |  |  |  |  |  |  |  |  |  |  |  |  |  |  |  |  |  |  |  |  |  |  |  |  |  |  |  |  |
| Brunissenda de Llemotges Hereva del vescomtat de Llemotges                | Brunissenda de Llemotges Hereva del vescomtat de Llemotges                | Brunissenda de Llemotges Hereva del vescomtat de Llemotges                | Brunissenda de Llemotges Hereva del vescomtat de Llemotges                | Brunissenda de Llemotges Hereva del vescomtat de Llemotges                | Brunissenda de Llemotges Hereva del vescomtat de Llemotges                |                                                      |                                                      |                                                      |                                                      |                                                      |                                                      |                                                                  |                                                                 |                                                                 |                                                                 |                                                                 |                                                                 |                                                      |                                                      |                                   |                                   |                                                    |                                   |                                                   |                                                   |                                                               |                                                               |                                                               |                                                               |                                                               |                                                               |  |  |                               |                               |                                          |                                          |                                          |                                          |                                            |                                            |                                            |                                            |                                            |                                            |                                          |                                          |                                          |                                          |                                          |                                          |  |  | Guiu de Comborn († 1148) vescomte de Comborn | Guiu de Comborn († 1148) vescomte de Comborn | Guiu de Comborn († 1148) vescomte de Comborn | Guiu de Comborn († 1148) vescomte de Comborn | Guiu de Comborn († 1148) vescomte de Comborn | Guiu de Comborn († 1148) vescomte de Comborn |  |  |  |  |  |  |  |  |  |  |  |  |  |  |  |  |  |  |  |  |  |  |  |  |  |  |  |  |  |  |  |  |  |  |  |  |
| Brunissenda de Llemotges Hereva del vescomtat de Llemotges                | Brunissenda de Llemotges Hereva del vescomtat de Llemotges                | Brunissenda de Llemotges Hereva del vescomtat de Llemotges                | Brunissenda de Llemotges Hereva del vescomtat de Llemotges                | Brunissenda de Llemotges Hereva del vescomtat de Llemotges                | Brunissenda de Llemotges Hereva del vescomtat de Llemotges                |                                                      |                                                      |                                                      |                                                      |                                                      |                                                      |                                                                  |                                                                 |                                                                 |                                                                 |                                                                 |                                                                 |                                                      |                                                      |                                   |                                   |                                                    |                                   |                                                   |                                                   |                                                               |                                                               |                                                               |                                                               |                                                               |                                                               |  |  |                               |                               |                                          |                                          |                                          |                                          |                                            |                                            |                                            |                                            |                                            |                                            |                                          |                                          |                                          |                                          |                                          |                                          |  |  | Guiu de Comborn († 1148) vescomte de Comborn | Guiu de Comborn († 1148) vescomte de Comborn | Guiu de Comborn († 1148) vescomte de Comborn | Guiu de Comborn († 1148) vescomte de Comborn | Guiu de Comborn († 1148) vescomte de Comborn | Guiu de Comborn († 1148) vescomte de Comborn |  |  |  |  |  |  |  |  |  |  |  |  |  |  |  |  |  |  |  |  |  |  |  |  |  |  |  |  |  |  |  |  |  |  |  |  |
|                                                                           |                                                                           |                                                                           |                                                                           |                                                                           |                                                                           |                                                      |                                                      |                                                      |                                                      |                                                      |                                                      |                                                                  |                                                                 |                                                                 |                                                                 |                                                                 |                                                                 |                                                      |                                                      |                                   |                                   |                                                    |                                   |                                                   |                                                   |                                                               |                                                               |                                                               |                                                               |                                                               |                                                               |  |  |                               |                               |                                          |                                          |                                          |                                          |                                            |                                            |                                            |                                            |                                            |                                            |                                          |                                          |                                          |                                          |                                          |                                          |  |  |                                              |                                              |                                              |                                              |                                              |                                              |  |  |  |  |  |  |  |  |  |  |  |  |  |  |  |  |  |  |  |  |  |  |  |  |  |  |  |  |  |  |  |  |  |  |  |  |
|                                                                           |                                                                           |                                                                           |                                                                           |                                                                           |                                                                           |                                                      |                                                      |                                                      |                                                      |                                                      |                                                      | Aimeri VI de Rochechouart († 1230) Vescomte de Rochechouart      |                                                                 |                                                                 |                                                                 |                                                                 |                                                                 |                                                      |                                                      |                                   |                                   |                                                    |                                   |                                                   |                                                   |                                                               |                                                               |                                                               |                                                               |                                                               |                                                               |  |  |                               |                               |                                          |                                          |                                          |                                          |                                            |                                            |                                            |                                            |                                            |                                            |                                          |                                          |                                          |                                          |                                          |                                          |  |  |                                              |                                              |                                              |                                              |                                              |                                              |  |  |  |  |  |  |  |  |  |  |  |  |  |  |  |  |  |  |  |  |  |  |  |  |  |  |  |  |  |  |  |  |  |  |  |  |
|                                                                           |                                                                           |                                                                           |                                                                           |                                                                           |                                                                           |                                                      |                                                      |                                                      |                                                      |                                                      |                                                      |                                                                  |                                                                 |                                                                 |                                                                 |                                                                 |                                                                 |                                                      |                                                      |                                   |                                   |                                                    |                                   |                                                   |                                                   |                                                               |                                                               |                                                               |                                                               |                                                               |                                                               |  |  |                               |                               |                                          |                                          |                                          |                                          |                                            |                                            |                                            |                                            |                                            |                                            |                                          |                                          |                                          |                                          |                                          |                                          |  |  |                                              |                                              |                                              |                                              |                                              |                                              |  |  |  |  |  |  |  |  |  |  |  |  |  |  |  |  |  |  |  |  |  |  |  |  |  |  |  |  |  |  |  |  |  |  |  |  |
|                                                                           |                                                                           |                                                                           |                                                                           |                                                                           |                                                                           |                                                      |                                                      |                                                      |                                                      |                                                      |                                                      | Aimeri VII de Rochechouart (1180-1243) vescomte de Rochechouart  | Aimeri VII de Rochechouart (1180-1243) vescomte de Rochechouart | Aimeri VII de Rochechouart (1180-1243) vescomte de Rochechouart | Aimeri VII de Rochechouart (1180-1243) vescomte de Rochechouart | Aimeri VII de Rochechouart (1180-1243) vescomte de Rochechouart | Aimeri VII de Rochechouart (1180-1243) vescomte de Rochechouart |                                                      |                                                      |                                   |                                   |                                                    |                                   |                                                   |                                                   |                                                               |                                                               |                                                               |                                                               |                                                               |                                                               |  |  |                               |                               | Branca de Comborn (extinta al segle XIV) | Branca de Comborn (extinta al segle XIV) | Branca de Comborn (extinta al segle XIV) | Branca de Comborn (extinta al segle XIV) | Branca de Comborn (extinta al segle XIV)   | Branca de Comborn (extinta al segle XIV)   |                                            |                                            |                                            |                                            |                                          |                                          |                                          |                                          |                                          |                                          |  |  |                                              |                                              |                                              |                                              |                                              |                                              |  |  |  |  |  |  |  |  |  |  |  |  |  |  |  |  |  |  |  |  |  |  |  |  |  |  |  |  |  |  |  |  |  |  |  |  |
|                                                                           |                                                                           |                                                                           |                                                                           |                                                                           |                                                                           |                                                      |                                                      |                                                      |                                                      |                                                      |                                                      | Aimeri VII de Rochechouart (1180-1243) vescomte de Rochechouart  | Aimeri VII de Rochechouart (1180-1243) vescomte de Rochechouart | Aimeri VII de Rochechouart (1180-1243) vescomte de Rochechouart | Aimeri VII de Rochechouart (1180-1243) vescomte de Rochechouart | Aimeri VII de Rochechouart (1180-1243) vescomte de Rochechouart | Aimeri VII de Rochechouart (1180-1243) vescomte de Rochechouart |                                                      |                                                      |                                   |                                   |                                                    |                                   |                                                   |                                                   |                                                               |                                                               |                                                               |                                                               |                                                               |                                                               |  |  |                               |                               | Branca de Comborn (extinta al segle XIV) | Branca de Comborn (extinta al segle XIV) | Branca de Comborn (extinta al segle XIV) | Branca de Comborn (extinta al segle XIV) | Branca de Comborn (extinta al segle XIV)   | Branca de Comborn (extinta al segle XIV)   |                                            |                                            |                                            |                                            |                                          |                                          |                                          |                                          |                                          |                                          |  |  |                                              |                                              |                                              |                                              |                                              |                                              |  |  |  |  |  |  |  |  |  |  |  |  |  |  |  |  |  |  |  |  |  |  |  |  |  |  |  |  |  |  |  |  |  |  |  |  |
|                                                                           |                                                                           |                                                                           |                                                                           |                                                                           |                                                                           |                                                      |                                                      |                                                      |                                                      |                                                      |                                                      | Aimeri VIII de Rochechouart (1206-1245) vescomte de Rochechouart |                                                                 |                                                                 |                                                                 |                                                                 |                                                                 |                                                      |                                                      |                                   |                                   |                                                    |                                   |                                                   |                                                   |                                                               |                                                               |                                                               |                                                               |                                                               |                                                               |  |  |                               |                               |                                          |                                          |                                          |                                          |                                            |                                            |                                            |                                            |                                            |                                            |                                          |                                          |                                          |                                          |                                          |                                          |  |  |                                              |                                              |                                              |                                              |                                              |                                              |  |  |  |  |  |  |  |  |  |  |  |  |  |  |  |  |  |  |  |  |  |  |  |  |  |  |  |  |  |  |  |  |  |  |  |  |
|                                                                           |                                                                           |                                                                           |                                                                           |                                                                           |                                                                           |                                                      |                                                      |                                                      |                                                      |                                                      |                                                      |                                                                  |                                                                 |                                                                 |                                                                 |                                                                 |                                                                 |                                                      |                                                      |                                   |                                   |                                                    |                                   |                                                   |                                                   |                                                               |                                                               |                                                               |                                                               |                                                               |                                                               |  |  |                               |                               |                                          |                                          |                                          |                                          |                                            |                                            |                                            |                                            |                                            |                                            |                                          |                                          |                                          |                                          |                                          |                                          |  |  |                                              |                                              |                                              |                                              |                                              |                                              |  |  |  |  |  |  |  |  |  |  |  |  |  |  |  |  |  |  |  |  |  |  |  |  |  |  |  |  |  |  |  |  |  |  |  |  |
|                                                                           |                                                                           |                                                                           |                                                                           |                                                                           |                                                                           |                                                      |                                                      |                                                      |                                                      |                                                      |                                                      |                                                                  |                                                                 |                                                                 |                                                                 |                                                                 |                                                                 |                                                      |                                                      |                                   |                                   |                                                    |                                   |                                                   |                                                   |                                                               |                                                               |                                                               |                                                               |                                                               |                                                               |  |  |                               |                               |                                          |                                          |                                          |                                          |                                            |                                            |                                            |                                            |                                            |                                            |                                          |                                          |                                          |                                          |                                          |                                          |  |  |                                              |                                              |                                              |                                              |                                              |                                              |  |  |  |  |  |  |  |  |  |  |  |  |  |  |  |  |  |  |  |  |  |  |  |  |  |  |  |  |  |  |  |  |  |  |  |  |
| Aimeri IX de Rochechouart († 1288) vescomte de Rochechouart               | Aimeri IX de Rochechouart († 1288) vescomte de Rochechouart               | Aimeri IX de Rochechouart († 1288) vescomte de Rochechouart               | Aimeri IX de Rochechouart († 1288) vescomte de Rochechouart               | Aimeri IX de Rochechouart († 1288) vescomte de Rochechouart               | Aimeri IX de Rochechouart († 1288) vescomte de Rochechouart               |                                                      |                                                      |                                                      |                                                      |                                                      |                                                      |                                                                  |                                                                 |                                                                 |                                                                 |                                                                 |                                                                 |                                                      |                                                      |                                   |                                   |                                                    |                                   | Guillem de Mortemart († 1272) senyor de Mortemart | Guillem de Mortemart († 1272) senyor de Mortemart | Guillem de Mortemart († 1272) senyor de Mortemart             | Guillem de Mortemart († 1272) senyor de Mortemart             | Guillem de Mortemart († 1272) senyor de Mortemart             | Guillem de Mortemart († 1272) senyor de Mortemart             |                                                               |                                                               |  |  |                               |                               |                                          |                                          |                                          |                                          |                                            |                                            |                                            |                                            |                                            |                                            |                                          |                                          |                                          |                                          |                                          |                                          |  |  |                                              |                                              |                                              |                                              |                                              |                                              |  |  |  |  |  |  |  |  |  |  |  |  |  |  |  |  |  |  |  |  |  |  |  |  |  |  |  |  |  |  |  |  |  |  |  |  |
| Aimeri IX de Rochechouart († 1288) vescomte de Rochechouart               | Aimeri IX de Rochechouart († 1288) vescomte de Rochechouart               | Aimeri IX de Rochechouart († 1288) vescomte de Rochechouart               | Aimeri IX de Rochechouart († 1288) vescomte de Rochechouart               | Aimeri IX de Rochechouart († 1288) vescomte de Rochechouart               | Aimeri IX de Rochechouart († 1288) vescomte de Rochechouart               |                                                      |                                                      |                                                      |                                                      |                                                      |                                                      |                                                                  |                                                                 |                                                                 |                                                                 |                                                                 |                                                                 |                                                      |                                                      |                                   |                                   |                                                    |                                   | Guillem de Mortemart († 1272) senyor de Mortemart | Guillem de Mortemart († 1272) senyor de Mortemart | Guillem de Mortemart († 1272) senyor de Mortemart             | Guillem de Mortemart († 1272) senyor de Mortemart             | Guillem de Mortemart († 1272) senyor de Mortemart             | Guillem de Mortemart († 1272) senyor de Mortemart             |                                                               |                                                               |  |  |                               |                               |                                          |                                          |                                          |                                          |                                            |                                            |                                            |                                            |                                            |                                            |                                          |                                          |                                          |                                          |                                          |                                          |  |  |                                              |                                              |                                              |                                              |                                              |                                              |  |  |  |  |  |  |  |  |  |  |  |  |  |  |  |  |  |  |  |  |  |  |  |  |  |  |  |  |  |  |  |  |  |  |  |  |
|                                                                           |                                                                           |                                                                           |                                                                           |                                                                           |                                                                           |                                                      |                                                      |                                                      |                                                      |                                                      |                                                      |                                                                  |                                                                 |                                                                 |                                                                 |                                                                 |                                                                 |                                                      |                                                      |                                   |                                   |                                                    |                                   |                                                   |                                                   |                                                               |                                                               |                                                               |                                                               |                                                               |                                                               |  |  |                               |                               |                                          |                                          |                                          |                                          |                                            |                                            |                                            |                                            |                                            |                                            |                                          |                                          |                                          |                                          |                                          |                                          |  |  |                                              |                                              |                                              |                                              |                                              |                                              |  |  |  |  |  |  |  |  |  |  |  |  |  |  |  |  |  |  |  |  |  |  |  |  |  |  |  |  |  |  |  |  |  |  |  |  |
|                                                                           |                                                                           |                                                                           |                                                                           |                                                                           |                                                                           |                                                      |                                                      |                                                      |                                                      |                                                      |                                                      |                                                                  |                                                                 |                                                                 |                                                                 |                                                                 |                                                                 |                                                      |                                                      |                                   |                                   |                                                    |                                   |                                                   |                                                   |                                                               |                                                               |                                                               |                                                               |                                                               |                                                               |  |  |                               |                               |                                          |                                          |                                          |                                          |                                            |                                            |                                            |                                            |                                            |                                            |                                          |                                          |                                          |                                          |                                          |                                          |  |  |                                              |                                              |                                              |                                              |                                              |                                              |  |  |  |  |  |  |  |  |  |  |  |  |  |  |  |  |  |  |  |  |  |  |  |  |  |  |  |  |  |  |  |  |  |  |  |  |
|                                                                           |                                                                           |                                                                           |                                                                           |                                                                           |                                                                           |                                                      |                                                      |                                                      |                                                      |                                                      |                                                      |                                                                  |                                                                 |                                                                 |                                                                 |                                                                 |                                                                 |                                                      |                                                      |                                   |                                   |                                                    |                                   |                                                   |                                                   |                                                               |                                                               |                                                               |                                                               |                                                               |                                                               |  |  |                               |                               |                                          |                                          |                                          |                                          |                                            |                                            |                                            |                                            |                                            |                                            |                                          |                                          |                                          |                                          |                                          |                                          |  |  |                                              |                                              |                                              |                                              |                                              |                                              |  |  |  |  |  |  |  |  |  |  |  |  |  |  |  |  |  |  |  |  |  |  |  |  |  |  |  |  |  |  |  |  |  |  |  |  |
| Branca de Rochechouart (subsistent)                                       | Branca de Rochechouart (subsistent)                                       | Branca de Rochechouart (subsistent)                                       | Branca de Rochechouart (subsistent)                                       | Branca de Rochechouart (subsistent)                                       | Branca de Rochechouart (subsistent)                                       |                                                      |                                                      |                                                      |                                                      |                                                      |                                                      |                                                                  |                                                                 |                                                                 |                                                                 |                                                                 |                                                                 |                                                      |                                                      |                                   |                                   |                                                    |                                   | Branca de Mortemart (ducal) (subsistent)          | Branca de Mortemart (ducal) (subsistent)          | Branca de Mortemart (ducal) (subsistent)                      | Branca de Mortemart (ducal) (subsistent)                      | Branca de Mortemart (ducal) (subsistent)                      | Branca de Mortemart (ducal) (subsistent)                      |                                                               |                                                               |  |  |                               |                               |                                          |                                          |                                          |                                          |                                            |                                            |                                            |                                            |                                            |                                            |                                          |                                          |                                          |                                          |                                          |                                          |  |  |                                              |                                              |                                              |                                              |                                              |                                              |  |  |  |  |  |  |  |  |  |  |  |  |  |  |  |  |  |  |  |  |  |  |  |  |  |  |  |  |  |  |  |  |  |  |  |  |

## Llista de vescomtes

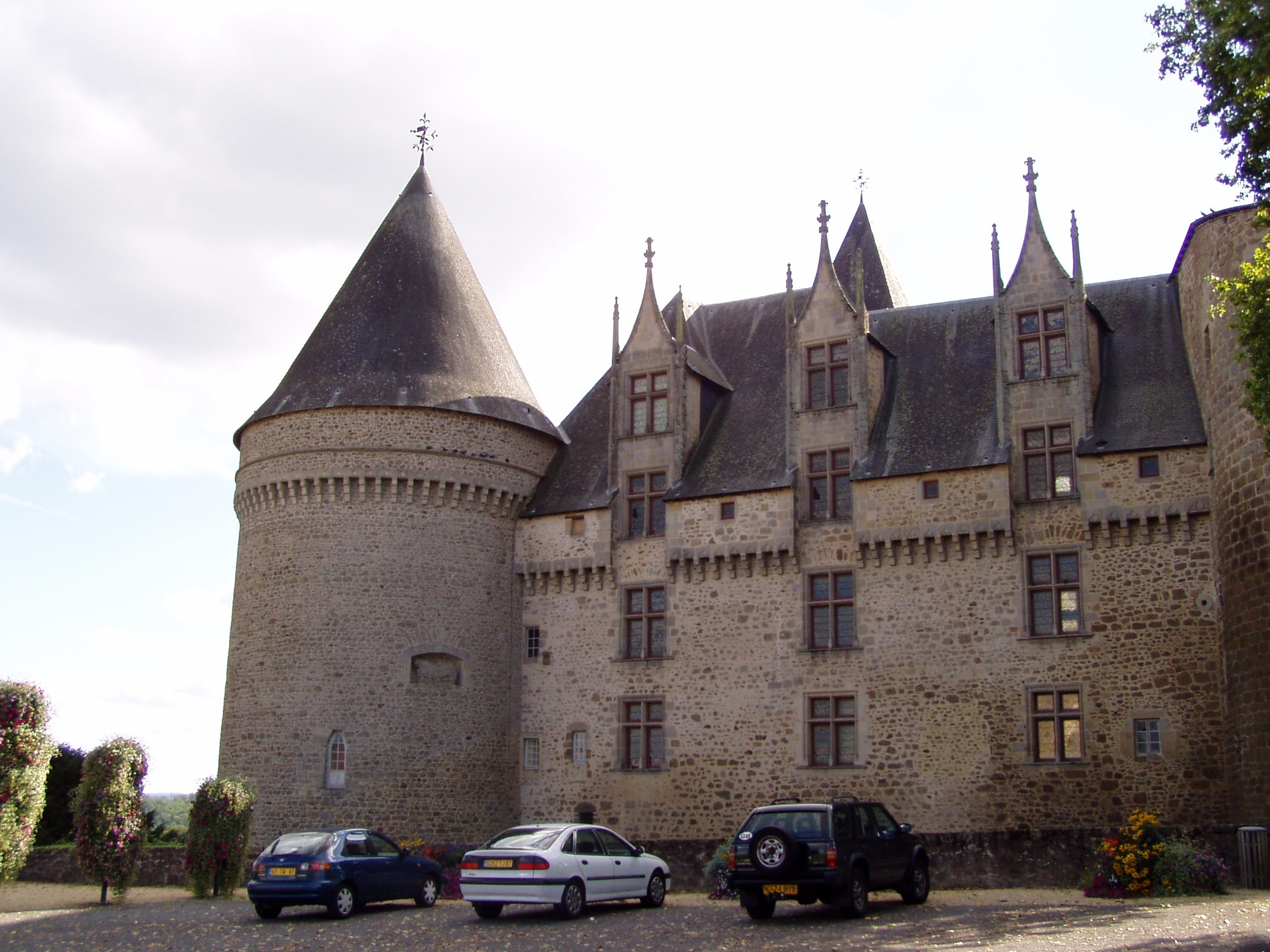
Castell de Rochechouart

- Aimeri I, anomenat Ostofrancus. Fill de Gerald i Rotilda de Llemotges. Primer vescomte de Rechoard el 980. Casat amb Eva d'Angulema Fills : Aimeriy, Gerald.
- Aimeri II. Fill. Casat amb Emessinda de Champagnac, fills: Aimeri, Hildegària, Rotberga.
- Aimeri III. Fill. Casat amb Alpais de Salaignac, fills: Aimeri, Audibert, Boson, Maurici, Agnes i València.
- Aimeri IV. Fill. Casat amb Margarita de Rochechouart, fill; Aimeri. Participa en la Primera Croada amb Jofré de Bouillon.
- Aimeri V. Fill. Participa en la Croada del rei Lluís VII de França el 1145, mort vers 1170. Fill: Aimeri
- Aimeri VI. Fill. Mort el 1230. Casat amb Lúcia de Perusa. Fill: Aimeri
- Aimeri VII. Nascut vers 1180, mort el 1243. Fill, casat amb Alix de Mortemart, fills: Aimeri, Foucault, Simó
- Aimeri VIII (1206-1245). Fill, casat amb Margarita de Llemotges, fills: Aimeri, Guillem (Branca de Mortemart), Guiu, Simó, Aimar, Agnes, Margarita.
- Aimeri IX. Fill. Participa el 1283 a l'expédition d'Aragó, al costat del rei Felip III de França. Mort el 1288. Casat amb Joana d'Angles, fills: Aimeri, Simó, Foucault, Joana, Agnes, Guiu, Leonor i Margarita.
- Aimeri X. Fill, casat amb Joana de Vivonne, fills: Aimeri, Joana.
- Aimeri XI (1271-1306). Fill.
- Simó, mort el 1316. Fill d'Aimeri IX de Rechoard i de Joana d'Angles. camarlenc del rei Felip IV de França amb el que va participar en l'expedició a Flandes. Casat amb Laura de Chabannes, fills: Joan, Aimeri, Joana i Isabel.
- Joan. Fill. Conseller i camarlenc del rei Felip VI de França, al que va donar suport en l'expedició a Flandes de 1328. Mort a la batalla de Poitiers el 19 de desembre de 1356 defensant el rei Joan II de França. Casat amb Joana de Sully, fills: Lluís, Joan, Foucaud, Enriqueta, Maria i Agnès.
- Lluís. Fill. Camarlenc del rei Carles V de França i company d'armes de Bertran du Guesclin. Casat amb Maria de Triognac, fills: Joan, Fouques, Isabel, Lluís i Joana.
- Joan (1356-1413). Fill. Casat amb Aenor de Mathefelon, fills: Jofre, Joan (iniciador de la branca de senyors del Bourdet), Lluís, Simó i Maria.
- Jofre (1375-1440). Fill, casat amb Margarita Chenin. Company d'armes de Joana d'Arc. Fill: Foucaud, Joana, Agnès.
- Foucaud (1411-1472). Fill. Camarlenc del rei Carles VII de França. Fills: Anna
- Anna filla, que es va casar amb Joan de Pontville, que va adquirir el vescomtat. Joan de Pontville era camarlenc de Carles de França, duc de Guyena i germà de Lluís XI de França. Joan i Anna van tenir dues filles i un fill, Francesc.
- Francesc de Pontville, anomenat de Rochechouart-Pontville, governador de Gènova (1508)
- Cristòfol de Rechoard-Pontville, fill
- Renat de Rechoard-Pontville (vers 1580)
- Joan Lluís de Rechoard-Pontville (vers 1627)
- Joan de Rechoard-Pontville
- Maria de Rechoard-Pontville (+1689)
- El vescomtat es reparteix en diverses branques. Abans de la revolució era vescomte Lluís Francesc Honori de Rochechouart-Pontville.

## Branca des senyors després ducs de Mortemart
Vegeu: Ducat de Mortemart